# Torta ahogada
La torta ahogada  es uno de los platillos mexicanos más típicos y representativos del estado de Jalisco, particularmente de la ciudad de Guadalajara, la capital del estado; aunque en la actualidad su popularidad se ha extendido a diferentes regiones del país, siendo más común encontrarlo en otras ciudades y poblaciones mexicanas.
Aunque no es considerada una sopa, en 2023, Taste Atlas la nombró como la quinta mejor en su lista de «Mejores sopas del mundo».

## Elaboración
Las tortas ahogadas se elaboran con un pan conocido como «birote», característico de la región, cuya consistencia es más dura que el bolillo y, por tanto, más crujiente en la capa externa, menos permeable y, su interior, más firme, con un sabor ligeramente agrio debido a una fermentación más larga, lo que permite sumergirlo en distintas salsas sin perder su consistencia. El birote se rellena de carnitas de cerdo en rebanadas, cubos o trozos, luego se sumerge en salsa picante de chile de árbol de Yahualica que tiene características especiales de sabor, aroma y picor, además se le agregan condimentos como vinagre, comino y ajo, entre otros. Finalmente, se agrega la salsa de jitomate y rebanadas de cebolla desflemada sumergida en limón. Las tortas ahogadas tradicionales recibieron ese nombre pues se sumergían en chile hasta que salieran burbujas.
Con el tiempo, algunas personas han ido evolucionando la preparación del platillo, lo cual ha derivado en el uso de diferentes tipos de salsas, chiles, tamaños, e ingredientes agregados, dando con esto una diversidad y un toque personal a las tortas ahogadas, dependiendo el lugar donde se consuma.
Actualmente existen variedades como tortas ahogadas rellenas de camarón en vez de carnitas u otras partes de carne de puerco como: lengua, buche, y otras vísceras o su combinación, con una salsa y chile diferentes, o bien, con col o cebolla picada en vez de la desflemada. También ha conducido a la introducción de nuevas alternativas derivadas de la torta ahogada aportando platillos elaborados con los mismos ingredientes pero servidos en tostadas, tacos dorados o tortillas (tacos de carnitas).
Hoy en día se preparan y consumen por todo el estado de Jalisco y en zonas de estados aledaños. En Guadalajara está presente en cada rincón de la ciudad; sus habitantes las comen como desayuno, comida o cena y se considera como un eficaz remedio contra las resacas.

## Origen
La torta ahogada tiene sus orígenes en Guadalajara a principios del siglo XX. Hay varias versiones sobre el origen de la torta ahogada, pero una de las más convincentes proviene de Ignacio Saldaña, conocido como «El Güerito». Según él, Luis de la Torre, apodado el primer «Güero», fue quien comenzó a vender este platillo. Carlos Eduardo Flores, director del Departamento de Turismo, Recreación y Servicios de la Universidad de Guadalajara, señala que, gracias a «El Güerito», se puede situar el nacimiento de la torta ahogada entre 1920 y 1930.
Otra versión es la de «el viejo campesino» que cuando un día llegó a su casa, hambriento, buscó con qué saciar su apetito, pero solo encontró un trozo de pan, un poco de frijoles machucados, trozos de carne de cerdo preparada como carnitas y una salsa de jitomate aguada. «El hombre tomó los ingredientes y preparó una rara merienda, la cual fue tanto de su agrado que pidió a su esposa le revelara los ingredientes de la salsa, componente más importante de la torta ahogada».